# Kōyaberget
Kōyaberget (Kōyasan, 高野山) är namnet på både ett område omgivet av en bergskedja i den norra delen av Wakayama prefektur, Japan, och på ett tempel- och klosterkomplex som tillhör den esoterisk-buddhistiska shingonsekten. Delar av tempelkomplexet  ingår i världsarvet Heliga platser och pilgrimsvägar i Kiibergen som utsågs av Unesco år 2004.

Den centrala delen av Kōyaberget ligger i kommunen Kōya.

## Historia
Den helige Kūkai grundade ett kloster här år 816. Under Edoperioden fanns ett stort antal kloster här, som flest var det nästan tusen kloster. Senare har cykloner och bränder decimerat dem, så att det nu bara finns 117 kvar.

## Tempel och kloster
Förutom de drygt 117 templen finns det ett antal kloster i området. Det mest kända templet är Kongōbu-ji (金剛峯寺). Det byggdes 1593 av Toyotomi Hideyoshi och det är huvudtemplet på Kōyaberget. Templet har inre skjutdörrar som är målade av medlemmar av Kanoskolan.

### Konpon Daito
Konpon Daito är en imponerande pagod i två våningar. Den är målad i vitt och cinnoberrött. Pagoden byggdes om 1937 och är nu en symbol för Kōyaberget.

### Reihokan
Reihokan (skatthuset) ligger mittemot Konpon Daito. Det gör skäl för sitt namn, för där finns mängder av skatter: mer än 2000 tavlor, statyer och mandolor.

### Daimon
Daimon är områdets traditionella port. Den ligger vi utkanten av bergsplatån, och därifrån är utsikten milsvid över omgivningarna. Vid klart väder kan man till och med se ön Shikoku och Awajiöarna.

### Begravningsplats och lykthall
På bergets östra sida finns en begravningsplats med 200 000 gravar och mausoleet Okunoin, som är rest till minne av grundaren Kūkai.  Framför mausoleet ligger Torodo (lykthallen). Här brinner 11 000 lyktor dygnet runt. Två av dem påstås ha varit tända ända sedan 1000-talet.